# N-metilpropanamina
La N-metilpropanamina es una amina secundaria con fórmula molecular C4H11N.
- Datos: Q10945911